# Établissement de l'Est
L'établissement de l'Est (en vieux norrois, Eystribyggð ; en groenlandais, Kujataa) est la première et la plus importante des trois colonies fondées par les Vikings d'Islande vers 985 au Groenland. À son apogée, elle abrite environ 4 000 habitants. La dernière trace écrite de cette colonie concerne un mariage célébré en 1408, ce qui le situe environ 50 à 100 ans après la fin de la colonie plus septentrionale de l'établissement de l'Ouest. 
En dépit de ce que laisse penser son nom, l'établissement de l'Est est plus au sud qu'à l'est de l'établissement de l'Ouest et — comme lui — situé sur la côte sud-ouest du Groenland, au fond de longs fjords tels que Tunulliarfik ou Eiriksfjord (Eiríksfjörðr en vieux norrois) et Igaliku ou Einarsfjord (Einarsfjörðr),. Environ 500 groupes de ruines de fermes nordiques se trouvent dans le secteur, incluant 16 ruines d'églises telles que celles de Brattahlíð, Dyrnæs, Garðar et Hvalsey.

## Histoire

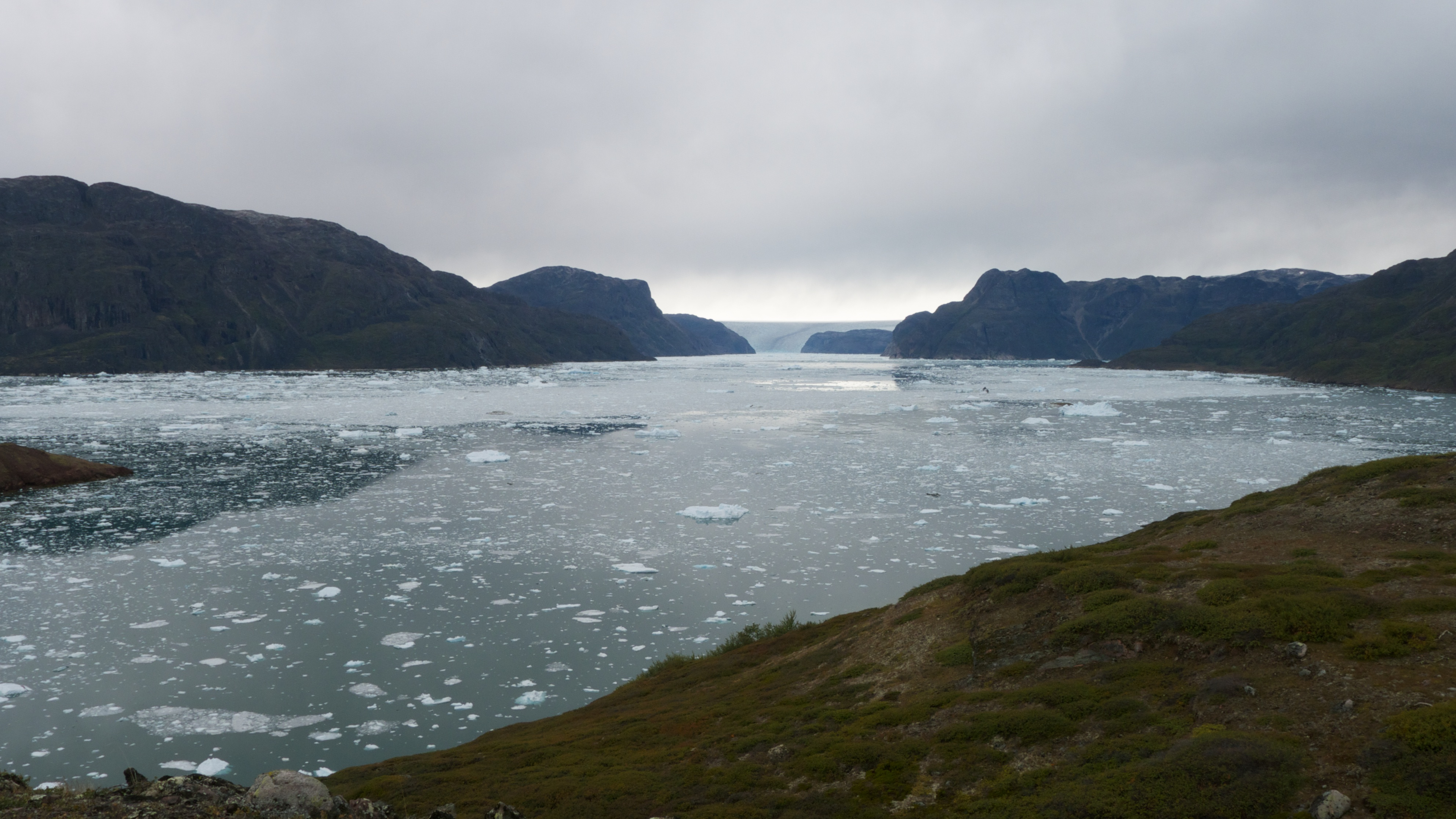
Le fjord de, l'une des zones comprises dans l'établissement de l'Est.

L'établissement des Vikings au Groenland débute dans les années 980. Les Vikings, menés par Erik le Rouge, fondent alors le site dénommé établissement de l'Est — en vieux norrois, Eystribyggð —, la première des trois grandes colonies au Groenland, lesquelles s'étendaient sur l'actuelle municipalité de Kujalleq — c'est-à-dire à l'entrée des fjords tels que Tunulliarfik (ou Eiriksfjord), Igaliku (ou Einarsfjord) et le fjord de Sermilik. Selon d'anciens registres médiévaux, cet établissement comptait, à l'apogée de son développement, environ 4 000 habitants. Les derniers documents écrits concernant la population d'Eystribyggð se présentent sous la forme de registres de mariages effectués dans l'église de Hvalsey à partir de 1408, tandis que d'autres colonies nordiques, notamment celle de l'Ouest, avaient déjà été abandonnées environ 50 à 100 ans plus tôt,,.

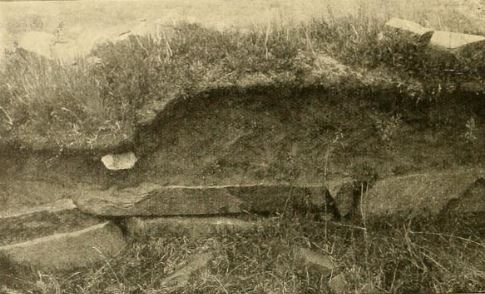
Vestige d'une ferme nordique mis en évidence à Tingimuit dans la baie de Tasussiak, fjord de Sermilik.

L'économie des colonies nordiques médiévales était basée sur l'agriculture pastorale, principalement moutons et bovins, avec un supplément significatif issu de la chasse des phoques. Un refroidissement marqué du climat (fin de l'optimum climatique médiéval) au XIVe siècle pourrait avoir augmenté la demande de fourrage en hiver et dans le même temps diminué la productivité des prairies à foin. L'analyse isotopique d'os extraits lors de fouilles archéologiques dans la colonie a montré que la pêche a joué un rôle de plus en plus important à l'approche de la fin de la période d'habitation de l'établissement de l'Est. Alors que le régime alimentaire des premiers colons était composé de 80 % de produits agricoles et 20 % de produits de la mer, au XIVe siècle les vikings du Groenland tiraient 50 à 80 % de leur nourriture de la mer.

## Patrimoine mondial de l'Unesco

### Inscription au patrimoine mondial
L'ancien site nordique de l'Est, dont le nom est actuellement désigné sous la forme groenlandaise de Kujataa,, est le neuvième bien patrimonial du Royaume du Danemark, et le second de l'île nord-américaine et pays constitutif du Groenland à être inscrit depuis 2017 au titre de patrimoine mondial par l'Organisation des Nations unies pour l'éducation, la science et la culture (UNESCO). L'ensemble du bien patrimonial est inscrit sous l'intitulé « Kujataa au Groenland : agriculture nordique et inuite en bordure de la calotte glaciaire ».
Pour le Comité du patrimoine mondial, cette région agricole et ensemble géographique témoigne de l'histoire et de la culture des chasseurs et agriculteurs nordiques d'Islande qui ont commencé à s'établir au Groenland au cours du Xe siècle et celles des peuples autochtones Inuits dont l'économie, basée à l'époque sur l'agriculture et la pêche, s'est développée vers la fin du XVIIIe siècle. La rencontre et le mélange de ces deux ensembles culturels a permis de créer un « paysage culturel » caractérisé par des terres cultivées, des pâturages et la chasse des mammifères marins. Kujataa est le témoignage de la première introduction de l'agriculture au sein de la région arctique et de la première implantation de peuples nordiques hors de l'Europe,.

### Les cinq composants du bien patrimonial
| Illustration | Légende                                                   | Nom(s) groenlandais | Nom norrois | Surface du bien patrimonial | Surface de zone tampon | Coordonnées                  |
| ------------ | --------------------------------------------------------- | ------------------- | ----------- | --------------------------- | ---------------------- | ---------------------------- |
|              | Reconstitution de l'ancienne chapelle de Sainte-Thjodhild | Qassiarsuk          | Brattahlíð  | 11 342 ha                   | 7,703 ha               | 61° 09′ 52″ N, 45° 35′ 53″ O |
|              | Vestiges d'un bâtiment                                    | Igaliku Igaliko     | Garðar      | 8,287 ha                    | 49,524 ha              | 61° 00′ 06″ N, 45° 22′ 29″ O |
|              | Panorama de Sissarlutoq                                   | Sissarlutoq Kusuak  |             | 339 ha                      | -                      | 60° 53′ 48″ N, 45° 29′ 42″ O |
|              | Parcelles agricoles et fjord à Tassikuluulik              | Tasikuluulik        | Vatnahverfi | 7,542 ha                    | -                      | 60° 50′ 52″ N, 45° 23′ 24″ O |
|              | Vestiges de l'église de Hvalsey                           | Qaqortukulooq       | Hvalsey     | 7,382 ha                    | -                      | 60° 47′ 33″ N, 45° 50′ 04″ O |